# Grigorij Konsztantyinovics Ordzsonikidze
Grigorij Konsztantyinovics Ordzsonikidze (grúzul: გრიგოლ (სერგო) ორჯონიკიძე – Grigol (Szergo) Ordzsonikidze, oroszul: Григорий Константинович Орджоникидзе), ismertebb nevén Szergo Ordzsonikidze (Kharagauli, 1886. október 12. – Moszkva, 1937. február 18.) szovjet kommunista politikus, a Össz-szövetségi Kommunista (bolsevik) Párt Politikai Bizottságának, illetve a szovjet vezetésen belüli „kaukázusi klikk” néven ismert csoport tagja.

## Pályája

### A kommunista hatalomátvételig
Grúzia nyugati részében született kisbirtokos családban. Fiatalon, 17 éves korában kapcsolatba került a radikális politikával. Miután elvégezte a tifliszi Mihajlov Kórház felcserképzőjét és felcser lett, letartóztatták fegyverkereskedelemért. Amikor kiszabadult, Németországba ment, de 1907-ben visszatért Oroszországba és Bakuban telepedett le, ahol együtt dolgozott többek közt Sztálinnal. 1909 körül az orosz bolsevik párt küldötteként részt vett a perzsa alkotmányos forradalomban és egy ideig Teheránban időzött.
Az Oroszországi Szociáldemokrata (bolsevik) Munkáspárt tagjaként letartóztatták és Szibériába deportálták, de három évvel később megszökött. 1912 áprilisában Sztálinnal együtt Szentpétervárra mentek, de megint elfogták és három év kényszermunkára ítélték. (Az Encyclopaedia Britannica szerint ekkor már a párt Központi Bizottságának tagja volt.) 1917 júniusában ismét a fővárosba ment és tagja lett szentpétervári szovjet végrehajtó bizottságának.

### A polgárháborúban, Grúzia elnyomója
Az oroszországi polgárháború folyamán Ukrajna komisszárja lett, majd részt vett a caricini és a kaukázusi harcokban, illetve a helyi szovjethatalom megszervezésében, többek közt Örményországban. 1921 február-márciusban Ordzsonikidze politikai felügyelete alatt rohanta le a Vörös Hadsereg szülőhazáját, Grúziát, amelyet Kaukázusontúli Szovjet Szövetségi Szocialista Köztársaság néven egyesítettek az előző évben megszállt Örményországgal és Azerbajdzsánnal és 1922-ben bekényszerítettek a Szovjetunióba. (Grúzia csak 1936-ban lett önálló szovjetköztársaság.) 1921-ben az SZKP Központi Bizottságának tagja és a bizottság kaukázusi irodájának vezetője lett.
Ordzsonikidze a grúz függetlenségi törekvések elnyomásáért folytatott harc egyik főszereplője lett és a „grúz ügy” néven elhíresült – a haldokló Lenin és a feltörekvő Sztálin közti összeütközéssé szélesedett – konfliktus egyik kulcsalakja, Sztálin oldalán. Ordzsonikidze néha erőszakos módszerei (főleg egy grúz pártvezető megütése) kivívta Lenin személyes rosszallását.
Ugyanebben az időszakban ugyancsak a kaukázusi régióban tartózkodott a később meggyilkolt Kirov, akivel közeli barátságba kerültek és aki Leninnel és Trockijjal szemben szintén Sztálint támogatta és ugyancsak konfliktusba került Berijával, aki ekkortájt ebben a régióban szervezte a titkosrendőrséget. Kirov hamvait 1934 decemberében Ordzsonikidze helyezte el a Kreml falában.

### Későbbi pályája
1926-ban választották meg az SZKP Politikai Bizottsága póttagjának és a belső elhajlások leverésére hivatott Központi Ellenőrző Bizottság elnökének, 1930-ban lett a Politikai Bizottság rendes tagja. Jelentős részt vállalt 1928 és 1932 közt a szovjet ipar erőltetett fejlesztésében és 1932-ben nehézipari népbiztos lett. A sztahanovista „mozgalom” fő hivatalos támogatója (Sztálin mellett). Berija, a titkosrendőrség nagyhatalmú főnöke gyűlölte, de Ordzsonikidze Sztálin támogatását élvezte.
1926 novemberében költözött családjával Rosztovból egyenesen a Kremlbe és ott Sztálin lakásába. Sztálin vendégül látta őket, amíg el nem készült Ordzsonikidze lakása, amibe azonban végül maga Sztálin költözött, otthagyva lakását Ordzsonikidzééknek.

## Sztálin célkeresztjében
1936 körül került a sztálini tisztogatások célkeresztjébe. Egyes értelmezések szerint Ordzsonikidze, bár a brutális kommunista gazdasági átalakítás kérlelhetetlen szolgája volt, nehezen tudta megérteni, miért kell ehhez leszámolni a régi harcostársakkal.
Mint más vezető kommunista politikusokkal, vele is az történt, hogy először a körülötte lévőket kezdték el letartóztatni: helyetteseit az ipari népbiztosságban és más beosztottait, például Pjatakovot. Majd a bátyját tartóztatták le, és ki is végezték. Végül az NKVD nála is házkutatást tartott. Érezve, hogy szorul körülötte a hurok, felhívta Sztálint, aki azt mondta neki, ő sem tehet semmit az NKVD ellen. Értve ebből, főbe lőtte magát (Hruscsov jóval későbbi közlése). A hivatalos közlemény szerint szívrohamban halt meg, amelyet pedig „hosszú betegség” előzött meg.

## Emléke
Mivel végül nem volt szükséges perbe fogni ahhoz, hogy végezzenek vele, emlékét nem kellett megtiporni. Temetése a Time magazin egykorú cikke szerint Leniné óta a legnagyobb volt, a díszőrségben részt vett maga Sztálin is.
A Szovjetunióban számos várost és gyárat neveztek el róla, és még cirkálót és gőzmozdonytípust is. (Nevét viselte például 1954 és 1990 között Vlagyikavkaz.) Amikor az SZKP XX. kongresszusán Hruscsov elítélte Sztálin személyi kultuszát, Berija és közvetve Sztálin számos bűne közt Ordzsonikidze öngyilkosságba hajszolását is felemlegette.